# Alcafache
Alcafache is een plaats (freguesia) in de Portugese gemeente Mangualde en telt 1029 inwoners (2001).